# DSO Niva
DSO Niva je zájmové sdružení právnických osob v okresu Strakonice, jeho sídlem je Blatná a jeho cílem je spolupráce k ochraně svých cílů a zájmů daných zakládající smlouvou. Sdružuje celkem 3 obce a byl založen v roce 2001.

## Obce sdružené v mikroregionu
- Kocelovice
- Hajany
- Chlum